# THQ
THQ Inc. (Toy HeadQuarters) var en amerikansk datorspelsutvecklare och datorspelsförlag som grundades 1989. De utvecklade programvara för konsoler, bärbara system och persondatorer.
Företaget publicerade och distribuerade både internt och externt utvecklade produkter. THQ:s interna varumärken innefattade bland andra Saints Row, Frontlines: Fuel of War, Red Faction, Company of Heroes. Företaget ingick också flera långvariga licensavtal med olika företag inom underhållningsbranschen som till exempel World Wrestling Entertainment (WWE), Games Workshop (Warhammer 40,000), Ultimate Fighting Championship (UFC), Nickelodeon och Disney Pixar.

## Historik
Företaget inledde sin egen utveckling av spel under 2001 genom inköpet av Volition, Inc. i Champaign, Illinois. Sedan dess har antalet utvecklingsenheter ökat till elva stycken över hela världen och företaget erbjuder produkter till alla plattformar. Några av dessa är Relic Entertainment, Paradigm Entertainment, Juice Games, Kaos Studios och Volition, Inc.
THQ:s globala distributionsnätverk har kontor i Nordamerika, Europa, Asien och Oceanien. De levererar även produkter via internationella aktörer såsom Sprint, Motorola, Nokia (N-gage), AT&T, Sony-Ericsson och Orange.
Några av de större varumärken som THQ har licensavtal med och gör spel åt är WWE, Disney Pixar och Nickelodeon. De håller också rättigheterna till Bratz från MGA Entertainment och Warhammer 40,000 från Games Workshop.
Den 10 maj 2007 rapporterade THQ sina högsta säljsiffror och nettovinster någonsin under verksamhetsåret som slutade den 31 mars. Företagets intäkter nådde över en miljard dollar. 2008 låg THQ på 23:e plats på listan över de största mjukvaruföretagen i världen.
I mars 2008 annonserade THQ att de skulle utveckla världens första cheerleading-spel som användaren skulle spela med hjälp av konsolen Wiis balansbräda.
Den 3 november 2008 lade företaget ner flera av sina utvecklingsföretag. Ett år senare, i december 2009 gick THQ ut med att de skulle starta en ny studio i Montréal, Kanada. Den skulle öppna i början av 2010 och förväntas av THQ att bli "the largest facility in its global studio system".
Efter många år av finansiella problem lämnade THQ in en konkursansökan i december 2012. Den 22 januari 2013 såldes alla spelstudios förutom en till andra speltillverkare och THQ sparkade det mesta av sin personal.

## Utvecklingsföretag
- Blue Tongue Entertainment - Grundat 1995, ligger i Melbourne, Australien, köpt av THQ 2004.
- Heavy Iron Studios - Grundat av THQ 1999, ligger i Los Angeles, Kalifornien.
- Incinerator Studios - Grundat av THQ 2005, ligger i Carlsbad, Kalifornien.
- Juice Games - Grundat 2003, ligger i Warrington, England, köpt av THQ 2006.
- Kaos Studios - Grundat av THQ in 2005, ligger i New York, NY.
- Rainbow Studios - Grundat 1996, ligger i Phoenix, Arizona, köpt av THQ 2001.
- Relic Entertainment - Grundat 1997, ligger i Vancouver, Kanada, köpt av THQ 2004.
- THQ Studio Australia - Grundat av THQ i januari 2003, ligger i Brisbane, Australien.
- THQ Montreal - Grundat av THQ i december 2009, ligger i Montréal, Kanada.[6]
- Universomo - Grundat 2002, ligger i Tammerfors, Finland, köpt av THQ 2007.
- Vigil Games - Grundat 2005, ligger i Austin, Texas, köpt av THQ 2006.[7]
- Volition Inc. - Ligger i Champaign, Illinois, köpt av THQ 2000.
- Play THQ - Grundat 2007, del av THQ som utvecklar barnspel.
- The External Development Group (XDG) - Grundat 2006[8], syftet med XDG är att underlätta outsourcing, har ett kontor i Shanghai, Kina[9][10]
- SimBin Development Team AB
- Slingdot
- THQ Wireless
- ValuSoft